# 上祖師谷
上祖師谷（かみそしがや）は、東京都世田谷区の町名。烏山地域上祖師谷地区に属する。現行行政地名は上祖師谷一丁目から上祖師谷七丁目。住居表示実施済み区域である。

## 地理
東京都世田谷区の北西部烏山地域に位置し、周囲には同地域の給田・南烏山・粕谷や、砧地域の成城・祖師谷・千歳台があり、西は調布市に隣接する。最寄の駅は3つあり、一・二丁目は京王線千歳烏山駅、三・四・五丁目は小田急線成城学園前駅、六・七丁目は京王線仙川駅が近い。三・四丁目の仙川沿いには東京都立祖師谷公園もある。町域内は主に住宅地として利用される。

### 地価
住宅地の地価は、2025年（令和7年）1月1日の公示地価によれば、上祖師谷1-15-13の地点で56万円/m2、上祖師谷5-25-2の地点で48万8000円/m2となっている。

## 歴史
旧：武蔵国荏原郡上祖師谷村。1889年（明治22年）、合併により千歳村大字上祖師谷。1936年（昭和11年）、世田谷区編入により祖師谷一丁目。1970年（昭和45年）9月1日の住居表示実施に際し、旧：祖師谷一丁目の大半に旧：祖師谷二丁目（下祖師谷村）、烏山町、給田町のそれぞれ一部を合わせた区域をもって現行の上祖師谷一丁目から七丁目が成立した。

## 世帯数と人口
2025年（令和7年）1月1日現在（世田谷区発表）の世帯数と人口は以下の通りである。
| 丁目           | 世帯数    | 人口     |
| -------------- | --------- | -------- |
| 上祖師谷一丁目 | 1,972世帯 | 3,364人  |
| 上祖師谷二丁目 | 1,994世帯 | 4,043人  |
| 上祖師谷三丁目 | 655世帯   | 1,559人  |
| 上祖師谷四丁目 | 1,676世帯 | 3,298人  |
| 上祖師谷五丁目 | 1,619世帯 | 3,454人  |
| 上祖師谷六丁目 | 929世帯   | 2,006人  |
| 上祖師谷七丁目 | 893世帯   | 1,665人  |
| 計             | 9,738世帯 | 19,389人 |

### 人口の変遷
国勢調査による人口の推移。
| 年                 | 人口   |
| ------------------ | ------ |
| 1995年（平成7年）  | 16,563 |
| 2000年（平成12年） | 17,118 |
| 2005年（平成17年） | 17,649 |
| 2010年（平成22年） | 18,805 |
| 2015年（平成27年） | 19,260 |
| 2020年（令和2年）  | 19,761 |

### 世帯数の変遷
国勢調査による世帯数の推移。
| 年                 | 世帯数 |
| ------------------ | ------ |
| 1995年（平成7年）  | 6,975  |
| 2000年（平成12年） | 7,689  |
| 2005年（平成17年） | 7,979  |
| 2010年（平成22年） | 8,614  |
| 2015年（平成27年） | 8,590  |
| 2020年（令和2年）  | 9,176  |

## 学区
区立小・中学校に通う場合、学区は以下の通りとなる（2024年8月現在）。
| 丁目           | 番地                          | 小学校               | 中学校                   |
| -------------- | ----------------------------- | -------------------- | ------------------------ |
| 上祖師谷一丁目 | 1～21番                       | 世田谷区立塚戸小学校 | 世田谷区立千歳中学校     |
| 上祖師谷一丁目 | 22〜41番                      | 世田谷区立烏山小学校 | 世田谷区立上祖師谷中学校 |
| 上祖師谷二丁目 | 22～26番 31～38番             | 世田谷区立烏山小学校 | 世田谷区立上祖師谷中学校 |
| 上祖師谷二丁目 | 1〜21番 27〜30番              | 世田谷区立塚戸小学校 | 世田谷区立千歳中学校     |
| 上祖師谷三丁目 | 2～4番 14番 17〜18番          | 世田谷区立塚戸小学校 | 世田谷区立千歳中学校     |
| 上祖師谷三丁目 | 1番 5〜13番 15〜16番 19〜23番 | 世田谷区立千歳小学校 | 世田谷区立千歳中学校     |
| 上祖師谷四丁目 | 全域                          | 世田谷区立千歳小学校 | 世田谷区立上祖師谷中学校 |
| 上祖師谷五丁目 | 全域                          | 世田谷区立千歳小学校 | 世田谷区立上祖師谷中学校 |
| 上祖師谷六丁目 | 全域                          | 世田谷区立烏山小学校 | 世田谷区立上祖師谷中学校 |
| 上祖師谷七丁目 | 全域                          | 世田谷区立烏山小学校 | 世田谷区立上祖師谷中学校 |

## 交通

### 鉄道
1丁目北側に京王線千歳烏山駅が近接している。西側の一部地域は仙川駅のほうが近い。

### バス
出入庫の関係上、下記のバスのほかに狛江営業所に発着する便がある。
- 成02 成城学園前駅西口 - 祖師谷国際交流会館 - 上祖師谷四丁目 - 駒大グランド前 - 榎 - 千歳烏山駅北口
- 成06 成城学園前駅西口 - 祖師谷国際交流会館 - 上祖師谷四丁目 - 駒大グランド前 - 榎 - 千歳烏山駅南口
- 歳20・21 成城学園前駅西口 - 祖師谷国際交流会館 - 上祖師谷四丁目 - 駒大グランド前 - 榎 - 千歳船橋駅

### 道路
- 東京都道118号調布経堂停車場線
- 成城通り
- 鞍橋通り
- 給田六所神社通り
- 粕谷区民センター通り

## 事業所
2021年（令和3年）現在の経済センサス調査による事業所数と従業員数は以下の通りである。
| 丁目           | 事業所数  | 従業員数 |
| -------------- | --------- | -------- |
| 上祖師谷一丁目 | 38事業所  | 279人    |
| 上祖師谷二丁目 | 46事業所  | 158人    |
| 上祖師谷三丁目 | 24事業所  | 140人    |
| 上祖師谷四丁目 | 30事業所  | 432人    |
| 上祖師谷五丁目 | 55事業所  | 669人    |
| 上祖師谷六丁目 | 23事業所  | 262人    |
| 上祖師谷七丁目 | 27事業所  | 246人    |
| 計             | 243事業所 | 2,186人  |

### 事業者数の変遷
経済センサスによる事業所数の推移。
| 年                 | 事業者数 |
| ------------------ | -------- |
| 2016年（平成28年） | 258      |
| 2021年（令和3年）  | 243      |

### 従業員数の変遷
経済センサスによる従業員数の推移。
| 年                 | 従業員数 |
| ------------------ | -------- |
| 2016年（平成28年） | 2,407    |
| 2021年（令和3年）  | 2,186    |

## 施設
- 祖師谷公園
- 至誠会第二病院
- 世田谷区立上祖師谷中学校
- 至誠会看護専門学校

## その他

### 日本郵便
- 郵便番号 : 157-0065[2]（集配局 : 成城郵便局[14]）。